# Fotbal Club Politehnica Iași (2010)
Il Fotbal Club Politehnica Iași è una società calcistica romena con sede nella città di Iași, fondata nel 2010. Milita in Liga II, la seconda divisione del campionato rumeno di calcio.

## Storia
Il Fotbal Club Politehnica Iași, la più importante squadra cittadina, si sciolse nel 2010 dopo 65 anni di attività. Venne così fondata il ACSMU Poli (acronimo di Asociația Club Sportiv Municipal Universitar Politehnica Iași) dalla fusione del Navobi Charity Cup Iași (squadra militante in Liga V) e il Tricolorul Breaza (club retrocesso in Liga III) che fu iscritta in un primo momento in Liga III per poi disputare il campionato di Liga II a causa della defezione di altre squadre. Fu assunto come allenatore Ionuț Popa e Grigore Sichitiu venne nominato presidente e parte dei giocatori del vecchio club vennero ingaggiati.
Nel primo campionato (Liga II 2010-2011) si classificò al quinto posto nonostante il buon livello dei giocatori e il cambio di allenatore. Durante l'estate cambiò nome nell'attuale Clubul Sportiv Municipal Studențesc Iași per togliere qualsiasi riferimento con il vecchio club scomparso e iniziò il campionato successivo con l'obiettivo della promozione. Cambiarono presidente ed allenatore e anche la squadra venne rinforzata. Il 2 giugno 2012, a soli due anni dalla nascita, la squadra venne promossa in Liga I avendo terminato il campionato al secondo posto.
Il 22 luglio 2016 il Clubul Sportiv Municipal Studențesc Iași ha cambiato nome in Clubul Sportiv Municipal Politehnica Iași, per sancire un più stretto legame con la tradizione del defunto Fotbal Club Politehnica Iași.
Nel 2018, ha cambiato denominazione in Fotbal Club Politehnica Iași, acquisendo il marchio e il nome storico della vecchia società defunta.

## Colori e Simboli
La divisa ufficiale del club è blu, mentre lo stemma è un cerchio con all'interno un secondo cerchio a righe bianco blu e un pallone. Nel margine è scritto il nome del club.

## Stadio
La squadra gioca gli incontri interni allo stadio Emil Alexandrescu, situato nei pressi del Parco Copou vicino all'Università cittadina con una capienza di 12.500 spettatori successivamente ridotti a 11.500 dopo lavori di ristrutturazioni. È stato costruito nel 1960 ed è dedicato a Emil Alexandrescu, ex giocatore e sindaco della città morto nel 1992

## Organigramma societario
Dal sito ufficiale della società:
- Presidente: Florin Prunea.
- Vice Presidenti: Anghelache Constantin, Apostol Ion, Ursu Mircea, Starica Cristi.
- Direttore marketing: Grierosu Alexandru
- Amministrazione controllo e finanza: Dumitriu Ecaterina.
- Addetto stampa: Ungureanu Mircea.
- Allenatore: Ionuț Popa.
- Vice allenatore: Narcis Ciocârlan.
- Allenatore portieri: Benone Dohot.
- Medico sociale: Pralea Marius.

## Tifoseria

### Storia
La Politehnica Iași ha goduto del sostegno della grande maggioranza degli appassionati di calcio di Iași fin dal 1950. A partire dal 1999, è iniziato a prendere forma un gruppo ultras con i collettivi Legione Azzurra e Gruppo Aparte 13, e successivamente, per un breve periodo, Magic FANS. Questi gruppi hanno sostenuto la squadra per molto tempo dalla Tribuna B dello Stadio Emil Alexandrescu.Nel 2004 sono emersi altri gruppi come: Hooligans, B.R. Boys '06, Gruppo Sado '05, Blue Force, Tudor Boys, Blue Border.Nel 2007, a causa di divergenze con gli ultras della Curva A, è nata la Curva Sud Iași, composta dai gruppi Settore Ultra '06 e Blue White Ladies '06.
Nel 2009, il gruppo Settore Ultra '06 è stato "catturato" dagli ultras di Galați (Ultra Sud Galați '04), fatto che ha intensificato la rivalità tra le due tifoserie moldave.Successivamente, questi nomi sono scomparsi dalla scena ultras di Iași, lasciando spazio ai gruppi Băieții Veseli '09 e Anturaj Tânăr (la gioventù dei Băieții Veseli '09), che si sono affermati nella cosiddetta Curva Nord Iași. Anche se la squadra storica di Iași è stata sciolta nel 2010, questi tifosi hanno continuato a sostenere la squadra nata dalla fusione tra Nabovi Iași e Tricolorul Breaza. Nel 2014 è nato il gruppo Ultras '14, creato per supportare questa nuova squadra locale, CSMS Iași, che però non si identificava con la vecchia Politehnica Iași, dissolta nel 2010.

### Gemellaggi e rivalità
Il Derby della Moldavia è una delle rivalità calcistiche più importanti della regione, tra le squadre Politehnica Iași e Oțelul Galați. La rivalità ha acquisito maggiore intensità a seguito di numerose sfide sia in seconda divisione che in SuperLiga rumena, avendo anche una forte valenza regionale, culturale e sportiva.I primi incontri tra le due squadre risalgono agli anni '80, ma la rivalità è realmente esplosa dopo il 2004, quando la Politehnica Iași è tornata in prima divisione.Nel maggio 2008, dopo una partita finita in parità, i tifosi di Galați hanno attaccato l’autobus dei tifosi di Iași nella località di Gârboavele, provocando danni materiali.La tensione è aumentata nel 2009, quando i membri del gruppo Ultra Sud Galați '04 hanno sottratto simboli e striscioni al gruppo avversario Settore Ultra '06, atto simbolico che ha rappresentato una dimostrazione di forza e ha aggravato il conflitto tra le due fazioni.Nella stagione 2022-2023 della seconda divisione, la rivalità con l’Oțelul Galați si è ulteriormente intensificata nella lotta per la promozione. In tre incontri si è creata un’atmosfera degna di un vero Derby Moldavo, e alla fine della stagione entrambe le squadre hanno ottenuto la promozione in SuperLiga.Un’altra rivale storica di Iași è stata l’FC Vaslui, con un’atmosfera sempre accesa e un lungo passato di scontri e incidenti tra i tifosi delle due città.C'è stata anche una rivalità, meno intensa, con il FC Botoșani, che tuttavia non ha mai preso una vera forma poiché la tifoseria del Botoșani è col tempo scomparsa.
I tifosi di Iași sono gemellati con il gruppo Oastea Fiară del Zimbru Chișinău. Hanno inoltre rapporti stretti con Baricada '09 (Farul Constanța), Republica Nisporeni '12 (Speranța Nisporeni) e con gli ultras Legio Azurra '09 (Dacia Unirea Brăila).

## Palmarès

### Competizioni nazionali
- Liga II: 2

2013-2014, 2022-2023

### Altri piazzamenti
- Coppa di Romania:

Semifinalista: 1962-1963, 2019-2020
- Liga II:

Secondo posto: 2011-2012

## Organico

### Rosa 2023-2024
Aggiornata al 7 dicembre 2023.
| N. |                     | Ruolo | Calciatore           |
| -- | ------------------- | ----- | -------------------- |
| 1  | Romania (bandiera)  | P     | Teodor Axinte        |
| 5  | Romania (bandiera)  | D     | Ștefan Cană          |
| 6  | Romania (bandiera)  | C     | Marian Târșa         |
| 7  | Romania (bandiera)  | C     | Tiberiu Serediuc     |
| 8  | Romania (bandiera)  | C     | Marian Stoenac       |
| 9  | Romania (bandiera)  | A     | Sergiu Buș           |
| 10 | Romania (bandiera)  | C     | Francisc Cristea     |
| 11 | Romania (bandiera)  | A     | Alexandru Zaharia    |
| 12 | Moldavia (bandiera) | P     | Ianoș Brînză         |
| 13 | Romania (bandiera)  | D     | Ioan Pop             |
| 15 | Grecia (bandiera)   | D     | Okan Chatzīterzoglou |
| 15 | Romania (bandiera)  | C     | Andrei Agape         |
| 17 | Guinea (bandiera)   | A     | Sekou Camara         |
| 19 | Romania (bandiera)  | D     | Răzvan Onea          |
| 20 | Brasile (bandiera)  | C     | Jean Deretti         |
| 21 | Romania (bandiera)  | A     | Ionuţ Pelivan-Lefter |

| N. |                    | Ruolo | Calciatore          |
| -- | ------------------ | ----- | ------------------- |
| 22 | Romania (bandiera) | P     | Laurențiu Popescu   |
| 29 | Romania (bandiera) | C     | Cristian Pușcaș     |
| 30 | Romania (bandiera) | D     | Bogdan Balint       |
| 33 | Romania (bandiera) | C     | Petru Corobuta      |
| 37 | Romania (bandiera) | D     | Florin Plămadă      |
| 77 | Romania (bandiera) | D     | Alexandru Stan      |
| 88 | Romania (bandiera) | A     | Andrei Moisă        |
| 97 | Romania (bandiera) | D     | Ștefan Rusu         |
| 98 | Romania (bandiera) | A     | Robert Asăvoaei     |
|    | Romania (bandiera) | P     | Silviu Lung         |
|    | Romania (bandiera) | D     | Lucian Dumea        |
|    | Romania (bandiera) | D     | Dragoş Ungurenasu   |
|    | Romania (bandiera) | C     | Alexandru Aftanache |
|    | Romania (bandiera) | C     | Iulian Iuraşcu      |
|    | Romania (bandiera) | C     | Rareş Purcariu      |
|    | Camerun (bandiera) | C     | Samuel Oum Gouet    |

### Rosa 2022-2023
Aggiornata al 31 agosto 2022.
| N. |                     | Ruolo | Calciatore           |
| -- | ------------------- | ----- | -------------------- |
| 1  | Romania (bandiera)  | P     | Teodor Axinte        |
| 5  | Romania (bandiera)  | D     | Ștefan Cană          |
| 6  | Romania (bandiera)  | C     | Marian Târșa         |
| 7  | Romania (bandiera)  | C     | Tiberiu Serediuc     |
| 8  | Romania (bandiera)  | C     | Marian Stoenac       |
| 9  | Romania (bandiera)  | A     | Andrei Istrate       |
| 10 | Romania (bandiera)  | C     | Francisc Cristea     |
| 11 | Romania (bandiera)  | A     | Alexandru Zaharia    |
| 12 | Moldavia (bandiera) | P     | Ianoș Brînză         |
| 13 | Romania (bandiera)  | D     | Ioan Pop             |
| 15 | Grecia (bandiera)   | D     | Okan Chatzīterzoglou |
| 15 | Romania (bandiera)  | C     | Andrei Agape         |
| 17 | Guinea (bandiera)   | A     | Sekou Camara         |
| 19 | Romania (bandiera)  | D     | Răzvan Onea          |
| 20 | Brasile (bandiera)  | C     | Jean Deretti         |
| 21 | Romania (bandiera)  | A     | Ionuţ Pelivan-Lefter |

| N. |                     | Ruolo | Calciatore          |
| -- | ------------------- | ----- | ------------------- |
| 22 | Romania (bandiera)  | P     | Laurențiu Popescu   |
| 29 | Romania (bandiera)  | C     | Cristian Pușcaș     |
| 30 | Romania (bandiera)  | D     | Bogdan Balint       |
| 33 | Romania (bandiera)  | C     | Petru Corobuta      |
| 37 | Romania (bandiera)  | D     | Florin Plămadă      |
| 77 | Romania (bandiera)  | D     | Alexandru Stan      |
| 88 | Romania (bandiera)  | A     | Andrei Moisă        |
| 97 | Romania (bandiera)  | D     | Ștefan Rusu         |
| 98 | Romania (bandiera)  | A     | Robert Asăvoaei     |
|    | Romania (bandiera)  | P     | Silviu Lung         |
|    | Romania (bandiera)  | D     | Lucian Dumea        |
|    | Romania (bandiera)  | D     | Dragoş Ungurenasu   |
|    | Romania (bandiera)  | C     | Alexandru Aftanache |
|    | Romania (bandiera)  | C     | Iulian Iuraşcu      |
|    | Romania (bandiera)  | C     | Rareş Purcariu      |
|    | Colombia (bandiera) | A     | Brayan Torres       |

### Rosa 2021-2022
Aggiornata al 19 agosto 2021.
| N. |                     | Ruolo | Calciatore           |
| -- | ------------------- | ----- | -------------------- |
| 1  | Romania (bandiera)  | P     | Teodor Axinte        |
| 5  | Romania (bandiera)  | D     | Ștefan Cană          |
| 6  | Romania (bandiera)  | C     | Marian Târșa         |
| 7  | Romania (bandiera)  | C     | Tiberiu Serediuc     |
| 8  | Romania (bandiera)  | C     | Marian Stoenac       |
| 9  | Romania (bandiera)  | A     | Andrei Istrate       |
| 10 | Romania (bandiera)  | C     | Francisc Cristea     |
| 11 | Romania (bandiera)  | A     | Alexandru Zaharia    |
| 12 | Moldavia (bandiera) | P     | Ianoș Brînză         |
| 13 | Romania (bandiera)  | D     | Ioan Pop             |
| 15 | Grecia (bandiera)   | D     | Okan Chatzīterzoglou |
| 15 | Romania (bandiera)  | C     | Andrei Agape         |
| 17 | Guinea (bandiera)   | A     | Sekou Camara         |
| 19 | Romania (bandiera)  | D     | Răzvan Onea          |
| 20 | Brasile (bandiera)  | C     | Jean Deretti         |
| 21 | Romania (bandiera)  | A     | Ionuţ Pelivan-Lefter |

| N. |                     | Ruolo | Calciatore          |
| -- | ------------------- | ----- | ------------------- |
| 22 | Romania (bandiera)  | P     | Laurențiu Popescu   |
| 29 | Romania (bandiera)  | C     | Cristian Pușcaș     |
| 30 | Romania (bandiera)  | D     | Bogdan Balint       |
| 33 | Romania (bandiera)  | C     | Petru Corobuta      |
| 37 | Romania (bandiera)  | D     | Florin Plămadă      |
| 77 | Romania (bandiera)  | D     | Alexandru Stan      |
| 88 | Romania (bandiera)  | A     | Andrei Moisă        |
| 97 | Romania (bandiera)  | D     | Ștefan Rusu         |
| 98 | Romania (bandiera)  | A     | Robert Asăvoaei     |
|    | Romania (bandiera)  | P     | Silviu Lung         |
|    | Romania (bandiera)  | D     | Lucian Dumea        |
|    | Romania (bandiera)  | D     | Dragoş Ungurenasu   |
|    | Romania (bandiera)  | C     | Alexandru Aftanache |
|    | Romania (bandiera)  | C     | Iulian Iuraşcu      |
|    | Romania (bandiera)  | C     | Rareş Purcariu      |
|    | Colombia (bandiera) | A     | Brayan Torres       |

### Rosa 2020-2021
| N. |                                 | Ruolo | Calciatore                |
| -- | ------------------------------- | ----- | ------------------------- |
| 1  | Romania (bandiera)              | P     | Teodor Axinte             |
| 2  | Capo Verde (bandiera)           | D     | Rodny Lopes               |
| 3  | Grecia (bandiera)               | D     | Nikolaos Mpaxevanos       |
| 4  | Romania (bandiera)              | D     | Marius Mihalache          |
| 6  | Albania (bandiera)              | C     | Donaldo Açka              |
| 7  | Romania (bandiera)              | C     | Doru Popadiuc             |
| 8  | Argentina (bandiera)            | C     | Juan Pablo Passaglia      |
| 9  | Bosnia ed Erzegovina (bandiera) | A     | Dženan Zajmović           |
| 10 | Romania (bandiera)              | A     | Andrei Cristea            |
| 11 | Belgio (bandiera)               | C     | Floriano Vanzo            |
| 15 | Romania (bandiera)              | C     | Andrei Agape              |
| 16 | Ungheria (bandiera)             | P     | Levente Bősz              |
| 17 | Ghana (bandiera)                | C     | Joseph Mensah             |
| 18 | Argentina (bandiera)            | C     | Manuel De Iriondo         |
| 19 | Romania (bandiera)              | D     | Răzvan Onea               |
| 20 | Capo Verde (bandiera)           | A     | Luís Carlos Almada Soares |

| N. |                      | Ruolo | Calciatore                   |
| -- | -------------------- | ----- | ---------------------------- |
| 22 | Romania (bandiera)   | D     | Sorin Bușu                   |
| 23 | Romania (bandiera)   | D     | Cosmin Frăsinescu (capitano) |
| 26 | Belgio (bandiera)    | D     | Manuel Angiulli              |
| 28 | Romania (bandiera)   | D     | Ștefan Rusu                  |
| 29 | Romania (bandiera)   | C     | Antonio Stan                 |
| 30 | Romania (bandiera)   | D     | Bogdan Balint                |
| 32 | Argentina (bandiera) | A     | Lucas Chacana                |
| 42 | Romania (bandiera)   | D     | Dan Tălmaciu                 |
| 77 | Israele (bandiera)   | C     | Gai Assulin                  |
| 86 | Suriname (bandiera)  | C     | Nicandro Breeveld            |
| 88 | Romania (bandiera)   | C     | Francisc Cristea             |
| 90 | Romania (bandiera)   | C     | Andreias Calcan              |
| 95 | Moldavia (bandiera)  | P     | Ianoș Brînză                 |
|    | Romania (bandiera)   | D     | Răzvan Popa                  |
|    | Romania (bandiera)   | D     | Vlad Olteanu                 |
|    | Romania (bandiera)   | C     | Cătălin Aeroaiei             |

### Rosa 2019-2020
| N. |                               | Ruolo | Calciatore           |
| -- | ----------------------------- | ----- | -------------------- |
| 1  | Romania (bandiera)            | P     | Teodor Axinte        |
| 2  | Capo Verde (bandiera)         | D     | Rodny Lopes          |
| 3  | Romania (bandiera)            | D     | Andrei Radu          |
| 4  | Romania (bandiera)            | D     | Marius Mihalache     |
| 5  | Romania (bandiera)            | D     | Narcis Bădic         |
| 7  | Romania (bandiera)            | C     | Doru Popadiuc        |
| 8  | Argentina (bandiera)          | C     | Juan Pablo Passaglia |
| 9  | Rep. Centrafricana (bandiera) | A     | Habib Habibou        |
| 10 | Romania (bandiera)            | A     | Andrei Cristea       |
| 12 | Moldavia (bandiera)           | P     | Denis Rusu           |
| 13 | Romania (bandiera)            | A     | Alexandru Zaharia    |
| 17 | Romania (bandiera)            | D     | Sorin Șerban         |
| 18 | Argentina (bandiera)          | C     | Manuel De Iriondo    |
| 19 | Romania (bandiera)            | D     | Răzvan Onea          |

| N. |                        | Ruolo | Calciatore                   |
| -- | ---------------------- | ----- | ---------------------------- |
| 20 | Capo Verde (bandiera)  | A     | Luís Carlos Almada Soares    |
| 22 | Romania (bandiera)     | C     | Răzvan Grădinaru             |
| 23 | Romania (bandiera)     | D     | Cosmin Frăsinescu (capitano) |
| 28 | Lituania (bandiera)    | D     | Linas Klimavičius            |
| 29 | Nigeria (bandiera)     | C     | Michael Omoh                 |
| 30 | Romania (bandiera)     | C     | Ovidiu Horșia                |
| 32 | Argentina (bandiera)   | A     | Lucas Chacana                |
| 42 | Paesi Bassi (bandiera) | A     | Kevin Luckassen              |
| 77 | Israele (bandiera)     | C     | Gai Assulin                  |
| 86 | Suriname (bandiera)    | C     | Nicandro Breeveld            |
| 88 | Romania (bandiera)     | C     | Francisc Cristea             |
| 90 | Romania (bandiera)     | C     | Aleksandru Longher           |
| 95 | Romania (bandiera)     | P     | Ștefan Târnovanu             |
| 97 | Mali (bandiera)        | D     | Fomba Bourama                |

### Rosa 2018-2019
| N. |                       | Ruolo | Calciatore        |
| -- | --------------------- | ----- | ----------------- |
| 1  | Spagna (bandiera)     | P     | Rubén Miño        |
| 3  | Romania (bandiera)    | D     | Ionuț Panțîru     |
| 4  | Romania (bandiera)    | D     | Marius Mihalache  |
| 5  | Romania (bandiera)    | D     | Narcis Bădic      |
| 8  | Romania (bandiera)    | D     | Gabriel Bosoi     |
| 9  | Romania (bandiera)    | A     | Andrei Burlacu    |
| 10 | Portogallo (bandiera) | C     | Filipe Nascimento |
| 11 | Spagna (bandiera)     | A     | Boris Garrós      |
| 12 | Moldavia (bandiera)   | P     | Denis Rusu        |
| 13 | Romania (bandiera)    | D     | Ștefan Rusu       |
| 17 | Portogallo (bandiera) | C     | João Teixeira     |
| 18 | Romania (bandiera)    | A     | Mario Pipoș       |

| N. |                        | Ruolo | Calciatore                   |
| -- | ---------------------- | ----- | ---------------------------- |
| 19 | Romania (bandiera)     | D     | Andrei Sin                   |
| 20 | Capo Verde (bandiera)  | A     | Platini                      |
| 22 | Francia (bandiera)     | C     | Willy Semedo                 |
| 23 | Romania (bandiera)     | D     | Cosmin Frăsinescu (capitano) |
| 24 | Romania (bandiera)     | D     | Florin Gardoș                |
| 29 | Camerun (bandiera)     | A     | Lewis Enoh                   |
| 88 | Romania (bandiera)     | C     | Francisc Cristea             |
| 90 | Romania (bandiera)     | C     | Alexandru Zaharia            |
| 92 | Albania (bandiera)     | C     | Kamer Qaka                   |
| 95 | Stati Uniti (bandiera) | P     | Jacob Samnik                 |
| 97 | Romania (bandiera)     | C     | Marius Chelaru               |
|    | Spagna (bandiera)      | D     | Adrià Gallego                |

### Rosa 2017-2018
| N. |                     | Ruolo | Calciatore           |
| -- | ------------------- | ----- | -------------------- |
| 1  | Croazia (bandiera)  | P     | Ivan Kelava          |
| 2  | Lettonia (bandiera) | D     | Vitālijs Jagodinskis |
| 3  | Romania (bandiera)  | D     | Ionuț Panțîru        |
| 4  | Romania (bandiera)  | D     | Marius Mihalache     |
| 5  | Romania (bandiera)  | D     | Narcis Bădic         |
| 6  | Romania (bandiera)  | C     | Mădălin Mihăescu     |
| 7  | Italia (bandiera)   | D     | Danilo Raponi        |
| 8  | Romania (bandiera)  | D     | Gabriel Bosoi        |
| 9  | Guinea (bandiera)   | A     | Salim Cissé          |
| 10 | Romania (bandiera)  | A     | Andrei Cristea       |
| 11 | Brasile (bandiera)  | A     | Jô Santos            |
| 14 | Romania (bandiera)  | C     | Ionuț Cioinac        |
| 18 | Romania (bandiera)  | C     | Vlad Danale          |

| N. |                       | Ruolo | Calciatore         |
| -- | --------------------- | ----- | ------------------ |
| 19 | Romania (bandiera)    | D     | Andrei Sin         |
| 21 | Uganda (bandiera)     | C     | Luwagga Kizito     |
| 23 | Romania (bandiera)    | D     | Cosmin Frăsinescu  |
| 24 | Romania (bandiera)    | C     | Robert Dodan       |
| 28 | Moldavia (bandiera)   | P     | Alexei Koșelev     |
| 33 | Moldavia (bandiera)   | P     | Denis Rusu         |
| 53 | Libia (bandiera)      | D     | Sadiq El Fitouri   |
| 70 | Romania (bandiera)    | A     | Bogdan Gavrilă     |
| 77 | Portogallo (bandiera) | C     | Pedro Mendes       |
| 88 | Romania (bandiera)    | C     | Cătălin Ștefănescu |
| 90 | Romania (bandiera)    | C     | Alexandru Zaharia  |
| 92 | Albania (bandiera)    | C     | Kamer Qaka         |
| 97 | Romania (bandiera)    | C     | Marius Chelaru     |

### Rosa 2014-2015
| N. |                                 | Ruolo | Calciatore         |
| -- | ------------------------------- | ----- | ------------------ |
| 1  | Italia (bandiera)               | P     | Alessandro Caparco |
| 4  | Romania (bandiera)              | D     | Marius Mihalache   |
| 5  | Romania (bandiera)              | C     | Narcis Bădic       |
| 6  | Romania (bandiera)              | D     | Alexandru Crețu    |
| 7  | Romania (bandiera)              | C     | Adrian Olah        |
| 8  | Romania (bandiera)              | D     | Gabriel Bosoi      |
| 9  | Moldavia (bandiera)             | A     | Alexandru Boiciuc  |
| 10 | Romania (bandiera)              | C     | Liviu Mihai        |
| 11 | Romania (bandiera)              | A     | Alexandru Ciucur   |
| 12 | Bosnia ed Erzegovina (bandiera) | P     | Branko Grahovac    |
| 13 | Romania (bandiera)              | C     | Andrei Enescu      |
| 14 | Bosnia ed Erzegovina (bandiera) | A     | Bojan Golubović    |

| N. |                                 | Ruolo | Calciatore         |
| -- | ------------------------------- | ----- | ------------------ |
| 16 | Nigeria (bandiera)              | A     | Gomo Onduku        |
| 17 | Bosnia ed Erzegovina (bandiera) | D     | Bojan Marković     |
| 18 | Romania (bandiera)              | A     | Mădălin Crengăniș  |
| 19 | Romania (bandiera)              | D     | Mădălin Ciucă      |
| 20 | Romania (bandiera)              | C     | Valentin Coșereanu |
| 21 | Ungheria (bandiera)             | C     | Lukács Bőle        |
| 22 | Serbia (bandiera)               | C     | Milan Mitić        |
| 23 | Portogallo (bandiera)           | C     | Fábio Braga        |
| 26 | Romania (bandiera)              | D     | Ionuț Voicu        |
| 29 | Romania (bandiera)              | D     | Florin Plămadă     |
| 30 | Romania (bandiera)              | C     | Alexandru Țigănașu |
| 92 | Romania (bandiera)              | P     | Nicușor Grecu      |

### Rosa 2013-2014
| N. |                    | Ruolo | Calciatore                |
| -- | ------------------ | ----- | ------------------------- |
| 2  | Romania (bandiera) | D     | Alexandru Crețu           |
| 3  | Romania (bandiera) | D     | Bogdan Mitrea             |
| 4  | Romania (bandiera) | D     | Adrian Avrămia            |
| 5  | Romania (bandiera) | C     | Narcis Bădic              |
| 6  | Romania (bandiera) | D     | Răzvan Tincu              |
| 7  | Romania (bandiera) | C     | Alexandru Ciucur          |
| 8  | Romania (bandiera) | A     | Claudiu Ionescu           |
| 9  | Romania (bandiera) | A     | Andrei Herghelegiu        |
| 10 | Romania (bandiera) | C     | Claudiu Tudor             |
| 11 | Romania (bandiera) | A     | Marius Onofraș (capitano) |
| 14 | Romania (bandiera) | D     | Bogdan Straton            |
| 17 | Serbia (bandiera)  | C     | Ivan Petrović             |
| 18 | Romania (bandiera) | A     | Ramses Gado               |

| N. |                                 | Ruolo | Calciatore         |
| -- | ------------------------------- | ----- | ------------------ |
| 20 | Romania (bandiera)              | D     | Iulian Vladu       |
| 21 | Romania (bandiera)              | C     | Adrian Nalați      |
| 23 | Romania (bandiera)              | P     | Ionuț Irimia       |
| 24 | Romania (bandiera)              | A     | Adrian Pătulea     |
| 25 | Romania (bandiera)              | C     | Ciprian Milea      |
| 26 | Romania (bandiera)              | A     | Răzvan Gorovei     |
| 27 | Romania (bandiera)              | A     | Cătălin Curiliuc   |
| 28 | Senegal (bandiera)              | C     | Souleymane Keïta   |
| 30 | Romania (bandiera)              | C     | Alexandru Țigănașu |
| 31 | Romania (bandiera)              | D     | Ionuț Mihălăchioae |
| 33 | Romania (bandiera)              | P     | Cezar Lungu        |
| 77 | Bosnia ed Erzegovina (bandiera) | D     | Petar Jovanović    |
| 88 | Romania (bandiera)              | P     | Andrei Bălan       |